# Walter Rutherford
Walter Rutherford (n. 23 septembrie 1857, Scoția, Regatul Unit al Marii Britanii și Irlandei – d. 15 octombrie 1913, Greater London, Anglia, Regatul Unit al Marii Britanii și Irlandei) a fost un jucător de golf ce a reprezentat Regatul Unit al Marii Britanii și al Irlandei de Nord, medaliat olimpic. A participat la o ediție a Jocurilor Olimpice (1900) în care a câștigat o medalie de argint.

## Participări
Lista de mai jos prezintă principalele competiții la care a participat Walter Rutherford de-a lungul carierei.
- golf at the 1900 Summer Olympics – men's individual[*]